# Taiping, Fuxin
Taiping är ett stadsdistrikt i Fuxin i Liaoning-provinsen i nordöstra Kina. Det ligger omkring 140 kilometer väster om provinshuvudstaden Shenyang